# Битка при Лауфелд
Битката при Лауфелд (Lauffeld) е последното голямо сражение през Войната за австрийското наследство. Тя се състои на 2 юли 1747 г. в границите на Австрийска Нидерландия (днешна Белгия), близо до холандския град Маастрихт. Противопоставя френската армия на маршал Морис дьо Сакс и обединени сили на Австрия, Великобритания, Съединените провинции (Холандия) и Хановер. Завършва с категорична победа за Франция и навлизането на войските ѝ на холандска територия. Ето защо тази битка се оказва решаващото събитие, което да принуди поддръжниците на Мария Терезия да приемат мир. Мирът може да означава загубата на Австрийска Нидерландия – тежък удар по авторитета на Хабсбургската монархия и по стратегическата сигурност на Великобритания.

## Предистория
Битката при Лауфелд (вариант на името е и Лафелд) е продължение на по-ранните успехи на французите в Нидерландия под вещото и енергично командване на саксонския принц Херман-Мориц, известен при тях с името Морис дьо Сакс. Кампанията им започва през 1744 г., през 1745 г. те печелят победа при Фонтеноа, после бързо завземат големи части от областта. На следващата година идва новата победа при Року, но ня не е убедителна поради неразбирателства във френския лагер. Армията, която съюзниците събират тогава, продължава да се сражава и през 1747 г. и е в приблизително същия състав при Лауфелд.
Проблемът на Франция е, че за първи път англичаните съумяват да ѝ наложат морска блокада, която ограничава търговията ѝ. По тази причини Луи XV притиска Сакс да постигне блестящ успех и да ги принуди към мир. В стратегическо отношение е нужно да се ликвидира съюзническата армия и да се превземе ключова крепост на територията на Съединените провинции, за да бъдат поставени съюзниците на колене.

## Ход на сражението
Французите събират в Нидерландия 120 000 войници. Англичаните възнамеряват да комплектоват армия, която достига почти 200 000. Освен това третият син на крал Джордж II херцог Камбърленд, който е воювал и при Фонтеноа, сега поема отново командването. Той обаче остава главнокомандващ само на книга – в действителност холандците на принц Валдек и австрийците на генерал Батиани действат самостоятелно. Камбърленд има намерение да поеме инициативата още от февруари, но става точно обратното – трудности по организация на кампанията му позволяват на отделни френски части да превземат градове, между които има и холандски. В края на юни съюзниците се придвижват към Маастрихт, който се оказва в уязвима позиция. Джон Лигониър (хугенотът на британска служба Жан Луи Лигоние) опитва с конницата да овладее пътя между Маастрихт и Тонгерен, но открива, че французите са вече там. На следващия ден, 1 юли, съюзниците заемат позиции: австрийците вляво, холандците в центъра и англичаните и хановерците вдясно. Общият им брой е 90 000.
В присъствието на Луи ХV, който наблюдава от близките височини Хердерен, Сакс разполага пехотата си в две линии. Както при Року, вечерта започва силно да вали, но после спира. Сутринта на 2 юли битката е открита с артилерийски двубой от двете страни. В 10.00 часа французите тръгват напред. Маршалът лично оглавява батальона Льо Роа в посока към Лауфелд. Това село се намира в средата на отбраната на съюзниците, защитавано от англичани и германци. Кратката остра битка завършва с отстъпление, свирено от Камбърленд, който вижда, че може да бъде обграден. Той обаче не се отчайва – прехвърля бързо австрйски части от левия фланг, с които запушва пробива. Холандската конница тръгва в контратака и това е критичният момент в битката. Сакс обаче е предвидил подобен ход (така се случва при Року) и изправя против нея своите стрелци с мускети. С опустошителен огън те спират настъплението. Лауфелд остава във френски ръце. Идва ред на френската конница да настъпи, а за съюзниците не остава друг изход освен да отстъпят към Маастрихт.
Този път отстъплението не минава толкова лесно. Французите преследват ожесточено противниците си, които се опитват да се изтеглят чрез понтонни мостове през река Мьоз. Налага се конницата на Лигониър да прикрива маневрата, при което френският ренегат попада в плен. Едва когато отстъпващите достигат обсега на маастрихтската артилерия, могат да кажат, че са спасени.

## Значение
Битката има значителни последици. Тя слага край на всякакви надежди, че Франция може да бъде победена в тази война. Довежда пряко до преговорите и накрая – до мира в Аахен (1748). Французите превземат важни градове на Съединените провинции – Маастрихт и Берген-оп-Зоом, с което отбелязват най-големия си успех на този боен театър в цялата епоха на Стария режим. Оттогава нахлуването в републиката не може да бъде предотвратено, а това предизвиква паника в Лондон, където много фирми разчитата на търговията си с холандските градове.
Наричат Лауфелд „последната голяма битка на маршал дьо Сакс“, който умира три години по-късно. Така, с три поредни победи над съюзниците, той си изковава образа на велик военачалник и стратег. Картина от известния художник Огюст Куде стои в известната Галерия на битките и напомня и днес за славата на маршала и неговите войници.